# San Pietro in Vincoli
A San Pietro in Vincoli (A leláncolt Szent Péter) római katolikus címtemplom és kisebb bazilika Rómában, Olaszországban, a leginkább onnan ismert, hogy itt található Michelangelo Mózesről mintázott márványszobra, amely része II. Gyula pápa síremlékének.
A címtemplom jelenlegi bíborosi címét 2010. november 20-án adták át Donald Wuerl washingtoni bíborosnak. A bazilika korábbi bíboros papja Pío Laghi volt, aki 2009. január 11-én halt meg.
A templom mellett található a La Sapienza Egyetem Mérnöki Kara, az egykori kolostorépületben. Ezt szintén San Pietro in Vincolinak nevezik egyfajta antonomáziaként. A templom az Oppian-dombon található, a Cavour metróállomás közelében, rövid távolságra a Colosseumtól.

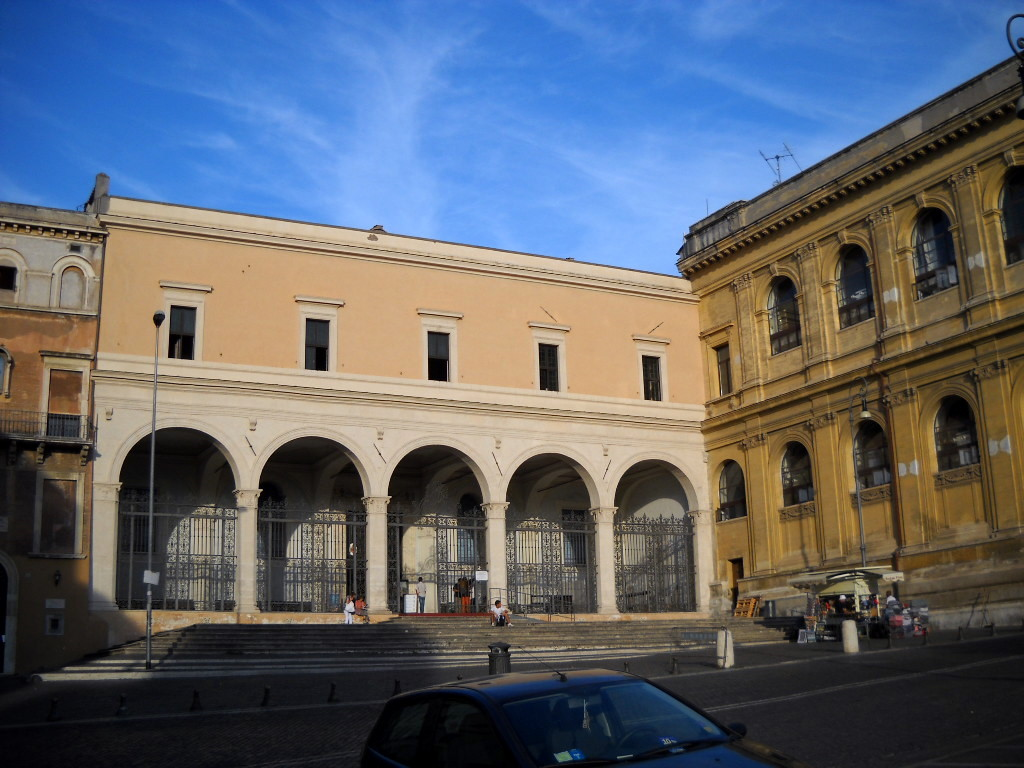
A bazilika homlokzata

## Történelem

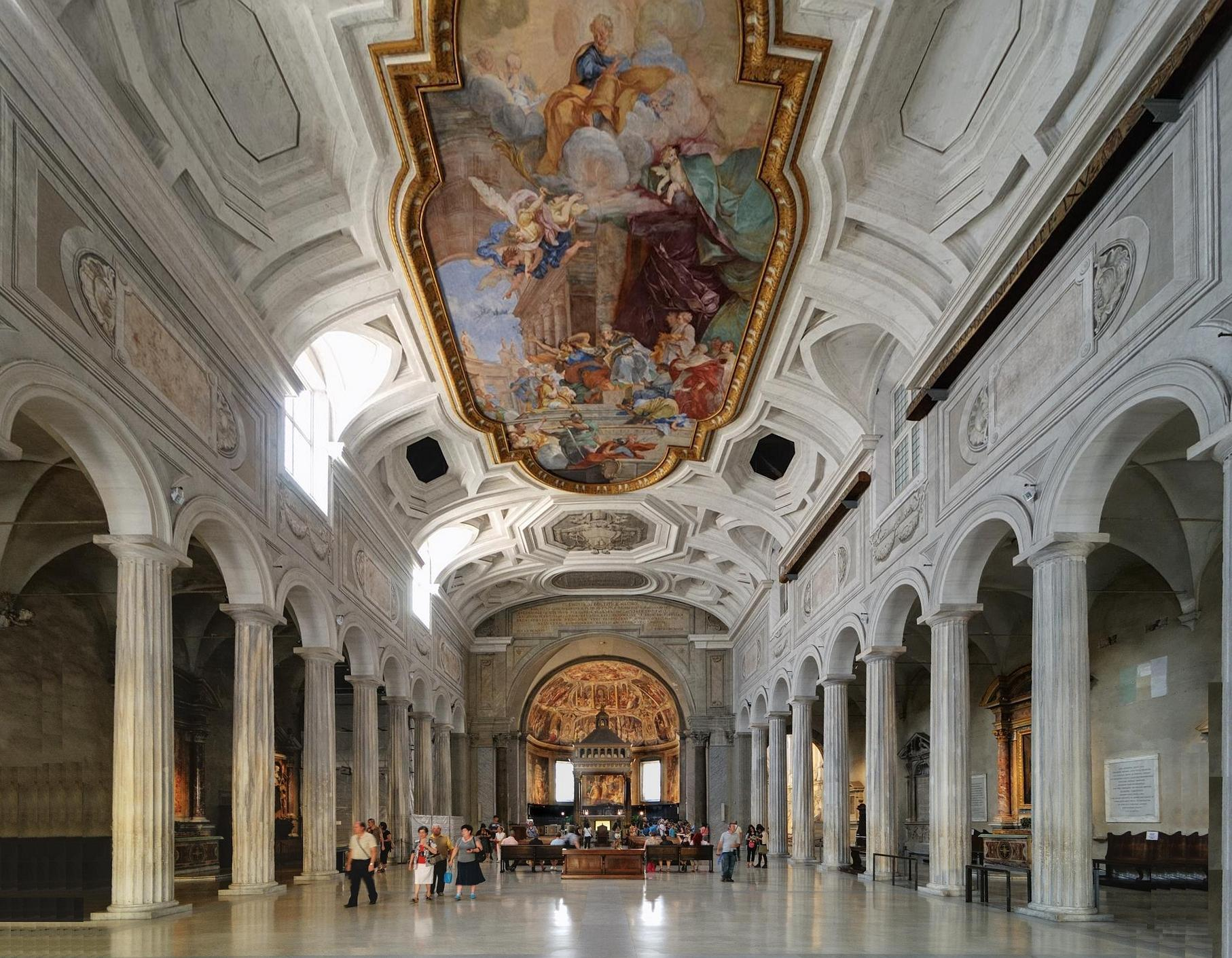
A bazilika belseje

Korábbi és jelenleg is ismert nevén a Bazilika Eudoxiana, 432-440 között épült régebbi alapjaira annak a korai törvényszéki épületnek, amelyben Szent Pétert bíróság elé állították, és elítélték. A bazilika Szent Péter jeruzsálemi fogságáról tanúskodó relikviaként őrzött láncoknak állít emléket. Az apostolok cselekedetei könyvében leírtak szerint „Szent Péter kiszabadult” Jeruzsálem börtönének fogságából egy angyal segítségével. Eudoxia császárné (III. Valentinianus római császár felesége), kapta ajándékul azokat a láncokat édesanyjától Aelia Eudociától, ami a legenda szerint fogva tartotta őt. Aelia Eudocia ezeket a láncokat Iuvenalis, Jeruzsálem püspökének ajándékként kapta meg. Eudoxia aztán I. Leó pápának adományozta a relikviákat.
A legenda szerint, amikor Leo össze akarta hasonlítani az ajándékul kapott relikviát, azzal a lánccal, ami Szent Péter végső börtönbüntetésről maradt fent a Mamertine-börtönben Rómában, a két lánc csodálatosan összeforrt. Az összeforrt láncokat jelenleg is a főoltár alatt kialakított ereklyetartóban őrzik a Bazilikában.
A bazilikát III. Szixtusz pápa szentelte fel 439-ben. Később több helyreállításon ment keresztül kiváltképpen I. Adorján pápának köszönhetően, de jelentős renováláson esett át még a 11. században. 1471-től 1503-ig, II. Gyula pápa megválasztásának és beiktatásának évéig, Della Rovere bíborosnak, IV. Szixtusz pápa unokaöccsének köszönhetően kerül sor újra jelentős újjáépítésre. 1475-ben Baccio Pontellinek köszönhetően készül el az épület előtti veranda. A kolostor 1493 és 1503 között Giuliano da Sangallo tervei alapján újult meg. További munkákat a 18. század elején, Francesco Fontana által végeztek, és 1875-ben is jelentős felújítás történt.

## A templom belseje

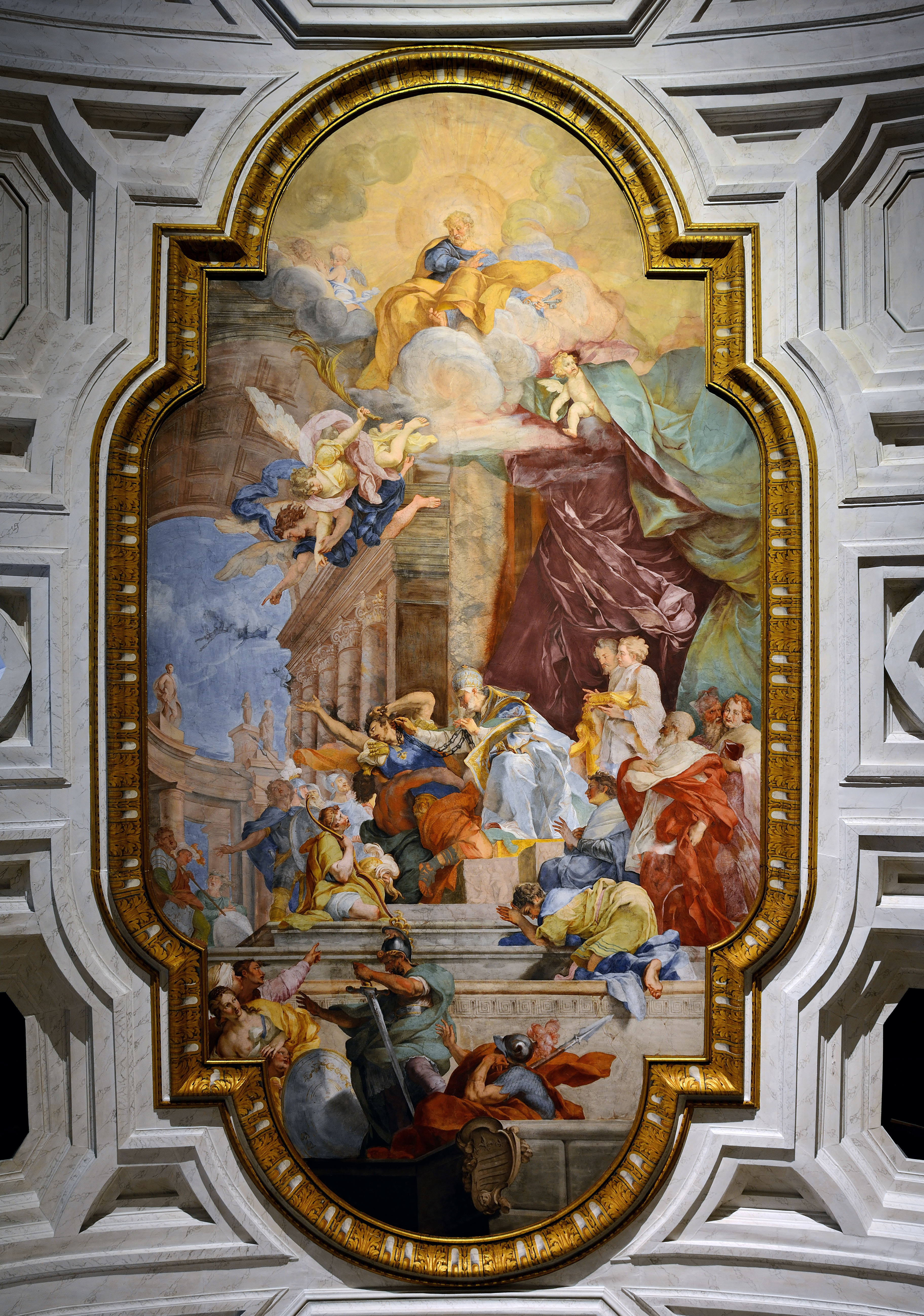
XVIII. Századi freskó, A láncok csodája közepén a kazettás mennyezet közepén Giovanni Battista Parodi alkotása (1706).

A belső térben egy hajó és két folyosó található, három szentéllyel antik dór oszlopokkal szétosztva. A folyosókat boltívek keresztezik, míg a hajó felett egy 18. századi kazettás mennyezet látható, amit Giovanni Battista Parodi, A láncok csodája című, 1706-ban elkészült freskója díszít. Ebben a jelenetben az látható, ahogy I. Sándor pápa meggyógyítja a Szent Balbina nyakán a golyvát, amikor ahhoz hozzáérinti a Szent Pétert kötő láncokkal.
Michelangelo Mózes-szobra, amely 1515-ben készült el, eredetileg egy hatalmas 47 szoborból álló szoborkompozíció sarokfigurája lett volna II. Gyula pápa síremlékének. Később miután a síremléket jelentősen leegyszerűsítették az eredeti tervekhez képest X. Leó pápa megrendelésére Michelangelo munkájának köszönhetően a pápa temetkezési műemlékének és sírjának központi eleme lett, a Rovere család templomában. Mózes szarvakkal van ábrázolva, ami valószínűleg egy félrefordításnak köszönhető. A szarv „az Úr ragyogását” jelöli, ami a héber „fénysugár” (coronatus) és a „szarvak” (cornutus) szavak félrefordítása miatt ölthetett alakot. Ez a fajta ikonográfiai szimbolizmus gyakori volt a korai szent művészetben, és a művészek számára a szarvak könnyebben kifaraghatóak, mint a fénysugarak.
A bazilikában megtalálható más műalkotások még Guercino Szent Ágoston és Szent Margit című festményei, valamint Girolamo Agucchi bíboros műemléke, és a Szent Péter felszabadulását ábrázoló freskó (1604), amelyek Domenichino művei. A bal oldali első kápolna oltárképe Cristoforo Roncalli műve, amely Krisztus keresztről levételét örökíti meg. Itt található még a Nicholas Cusanus (aki 1464-ben hunyt el), sírját díszítő Nicholas bíboros Szent Péter előtt elnevezésű dombormű, amelyet Bregno Andrea készített. A festő és szobrász Antonio Pollaiuolo a bejárat bal oldalán van eltemetve. Ő az a firenzei szobrász, aki hozzáadta Romulus és Remus figuráit a Capitoliumi farkas szobrához. Cinzio Passeri Aldobrandini bíboros sírja, a halál allegorikus csontvázával díszítve szintén a templomban van.
1876-ban a régészek felfedezték azokat a sírokat, amelyeket a Makkabeusok második könyvében leírtak nyomán a hét Maccabiai mártír síremlékének tulajdonítottak. Nagyon valószínűtlen, hogy ezek valójában a zsidó mártírok, akik Jeruzsálemben haltak mártírhalált. Minden évben augusztus 1-jén, ugyanazon a napon emlékeznek rájuk, mint a két lánc összeolvadásának csodájára.
A harmadik oltár, a folyosó bal oldalán a hetedik században élt Szent Sebestyén mozaikja látható. Ez a mozaik az Észak-Olaszországban található paviai pestisjárványnak állít emléket. Szent Sebestyén (akiről úgy hitték hogy Lombardiában született) relikviáinak amelyek szerepet játszottak a 680-as pestisjárvány megállításában egy oltárt építettek a San Pietro in Vincoli templomban, Paviában. A Pavia és Róma között később megerősödött kapcsolat jelképeként az azonos nevű római katolikus templomok tiszteletére azonos nevű oltárt építettek Rómában Sebestyénre emlékezve, párhuzamosan erősítve ezzel mindkét régióban a szent kultuszát.

## Galéria

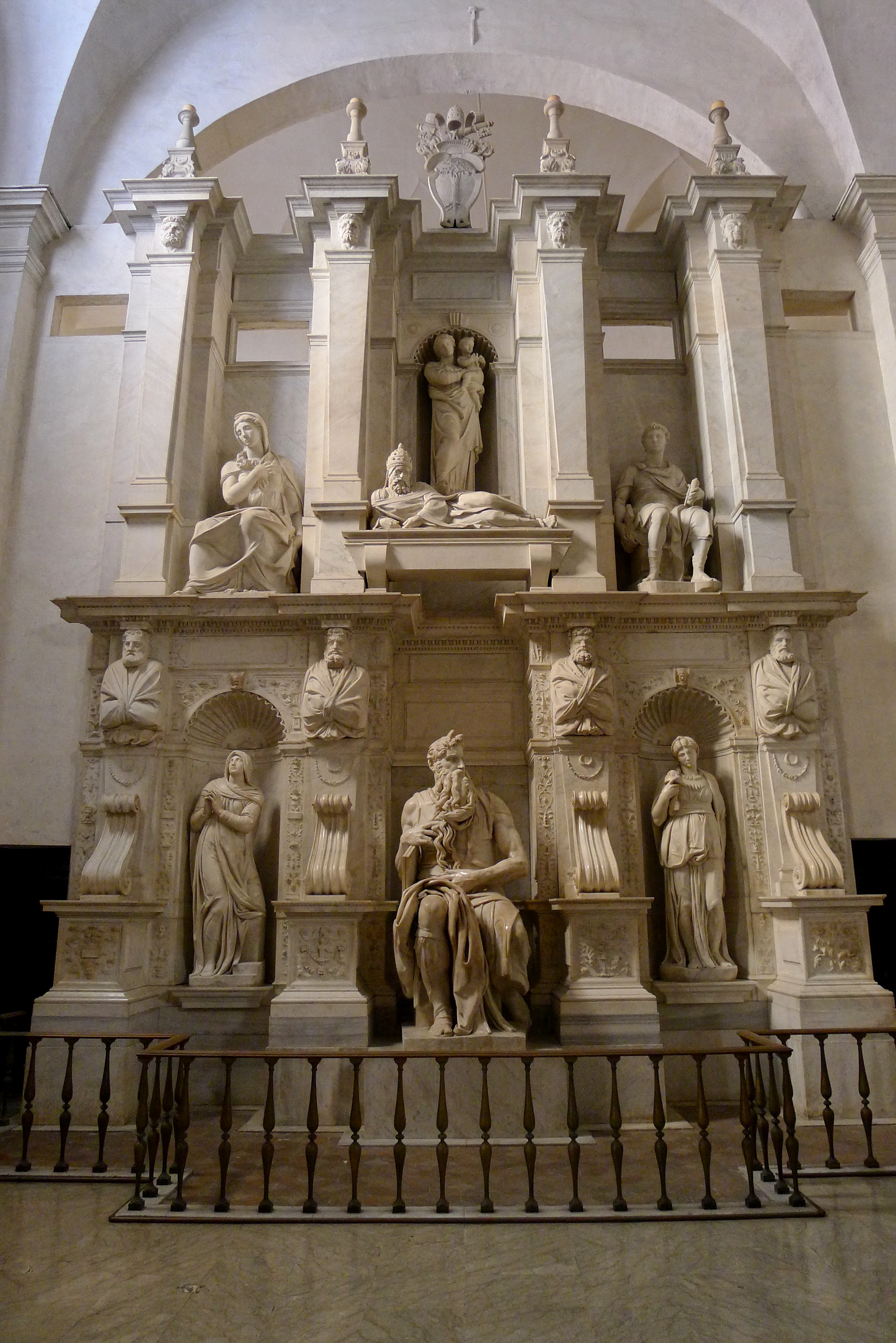
II. Gyula síremléke. Michelangelo műve
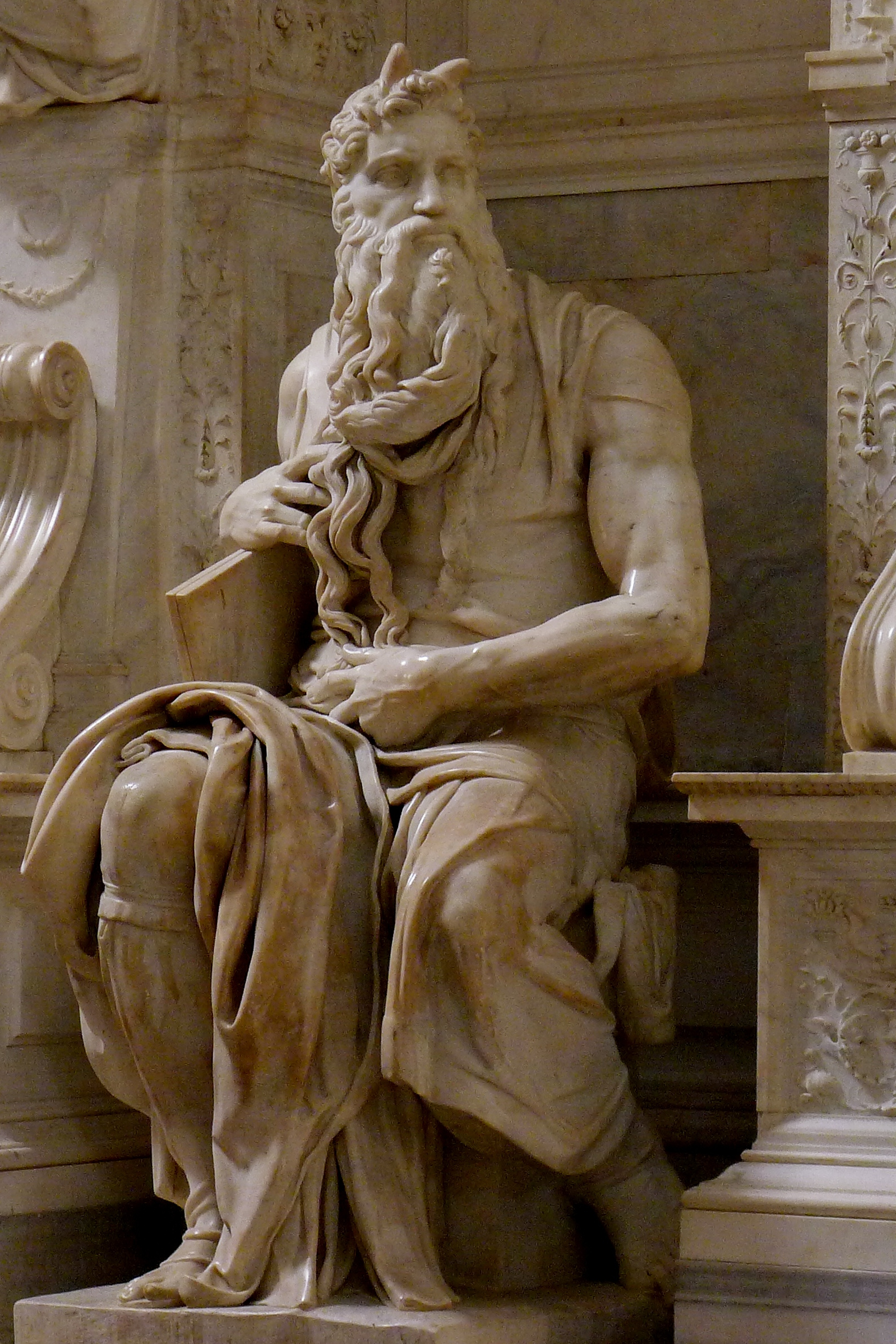
Michelangelo Mózes szobra, a síremlék része
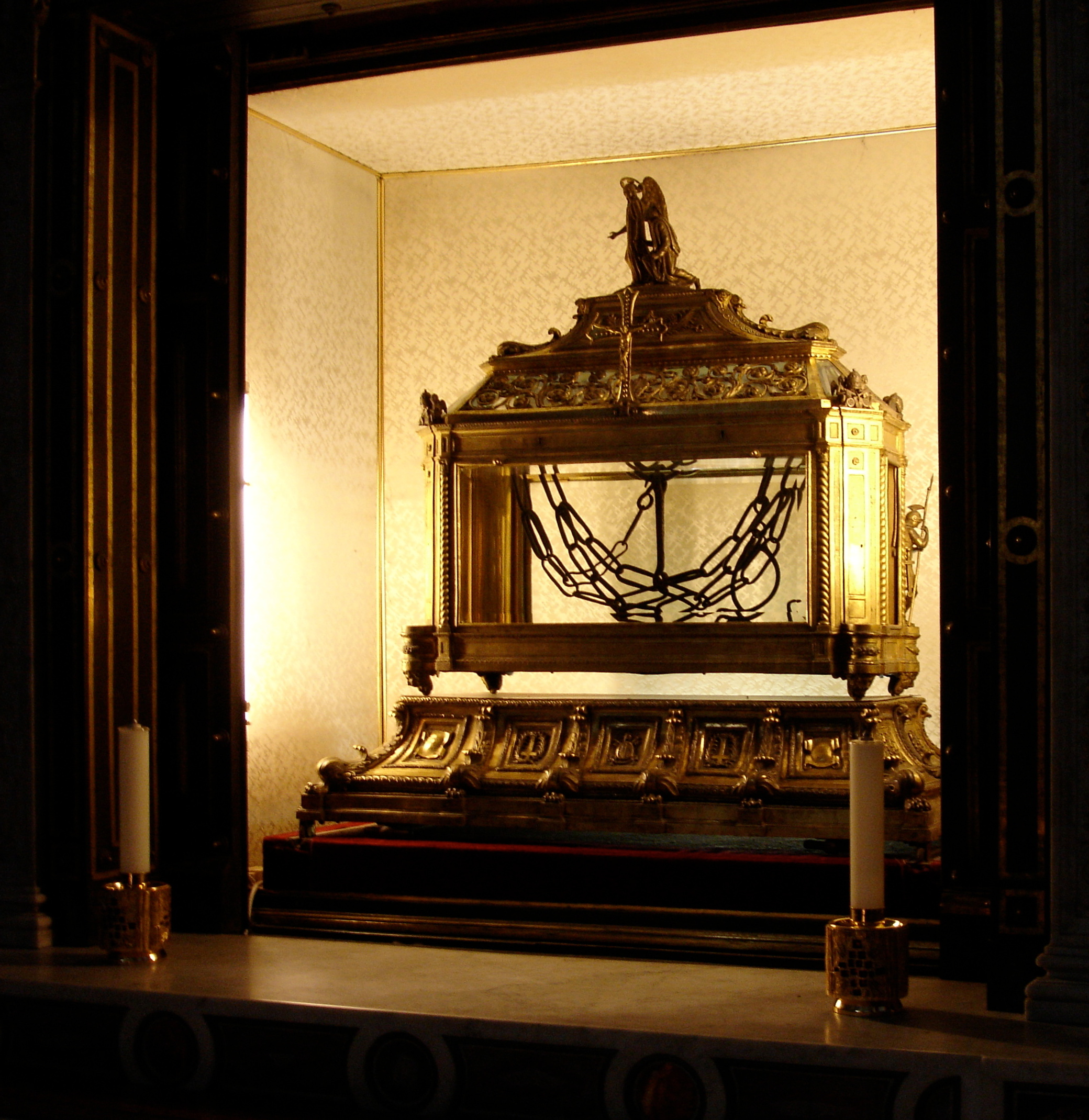
Relikviatartó, amelyben a Szent Péter láncai találhatók
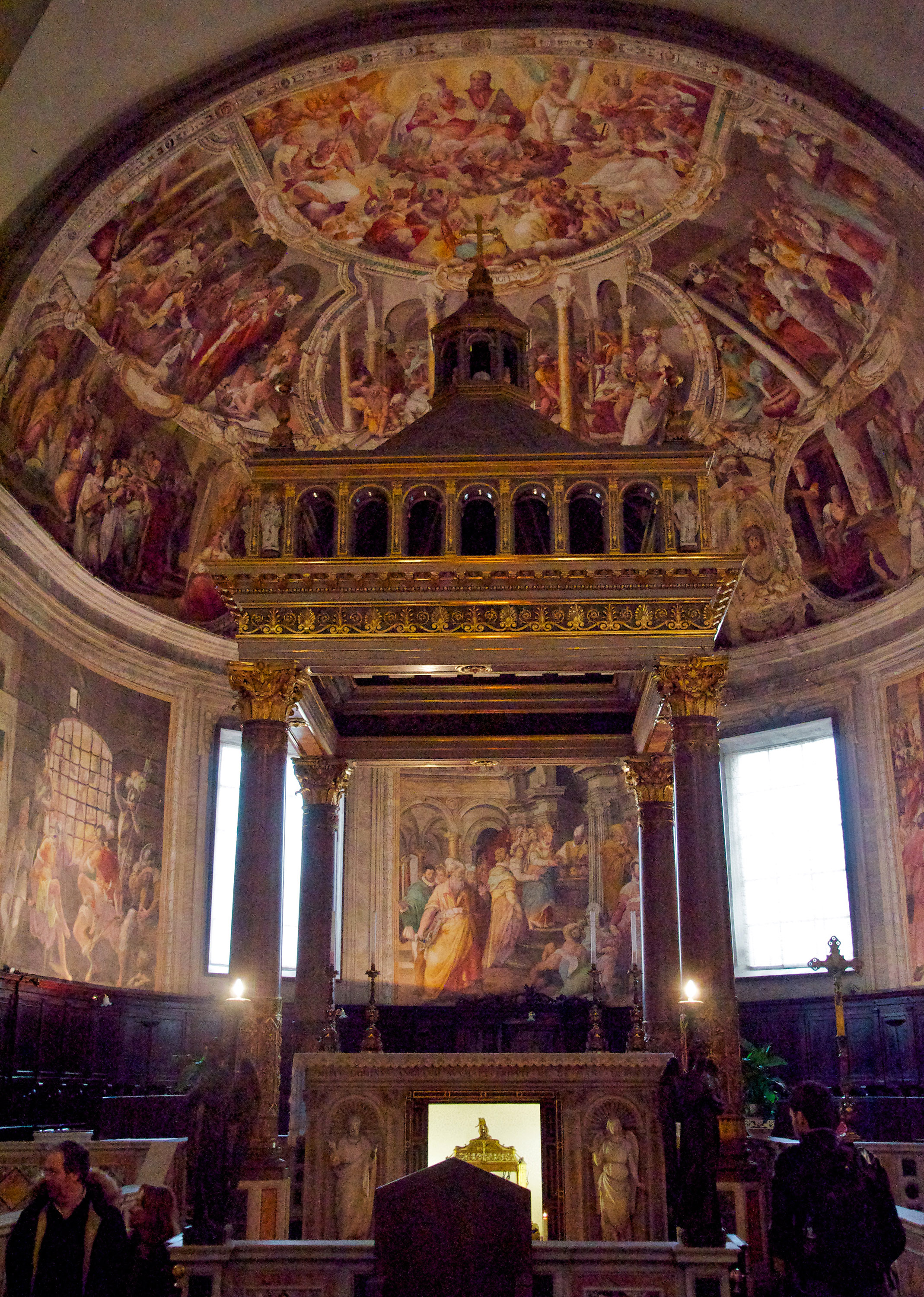
Giacomo Coppi (1577) freskói
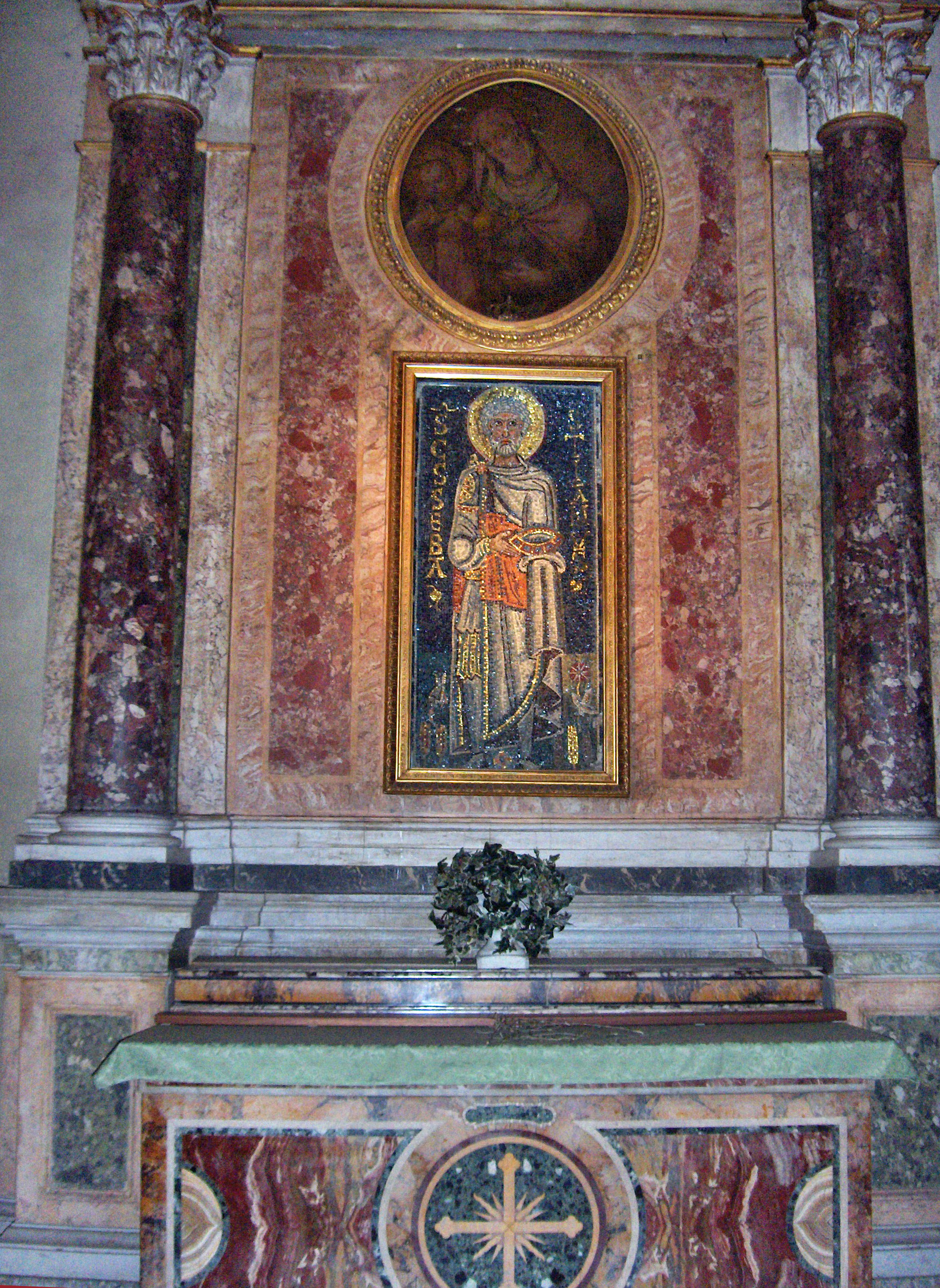
Szent Ssebestyén mozaikja

## Bibliográfia
- Federico Gizzi, Le chiese medievali di Roma, Newton Compton / Róma, 1998.

## Fordítás
- Ez a szócikk részben vagy egészben  a   San Pietro in Vincoli című angol Wikipédia-szócikk ezen változatának fordításán alapul.  Az eredeti cikk szerkesztőit annak laptörténete sorolja fel. Ez a jelzés csupán a megfogalmazás eredetét és a szerzői jogokat jelzi, nem szolgál a cikkben szereplő információk forrásmegjelöléseként.